# بانک توسعه شانگهای پودونگ

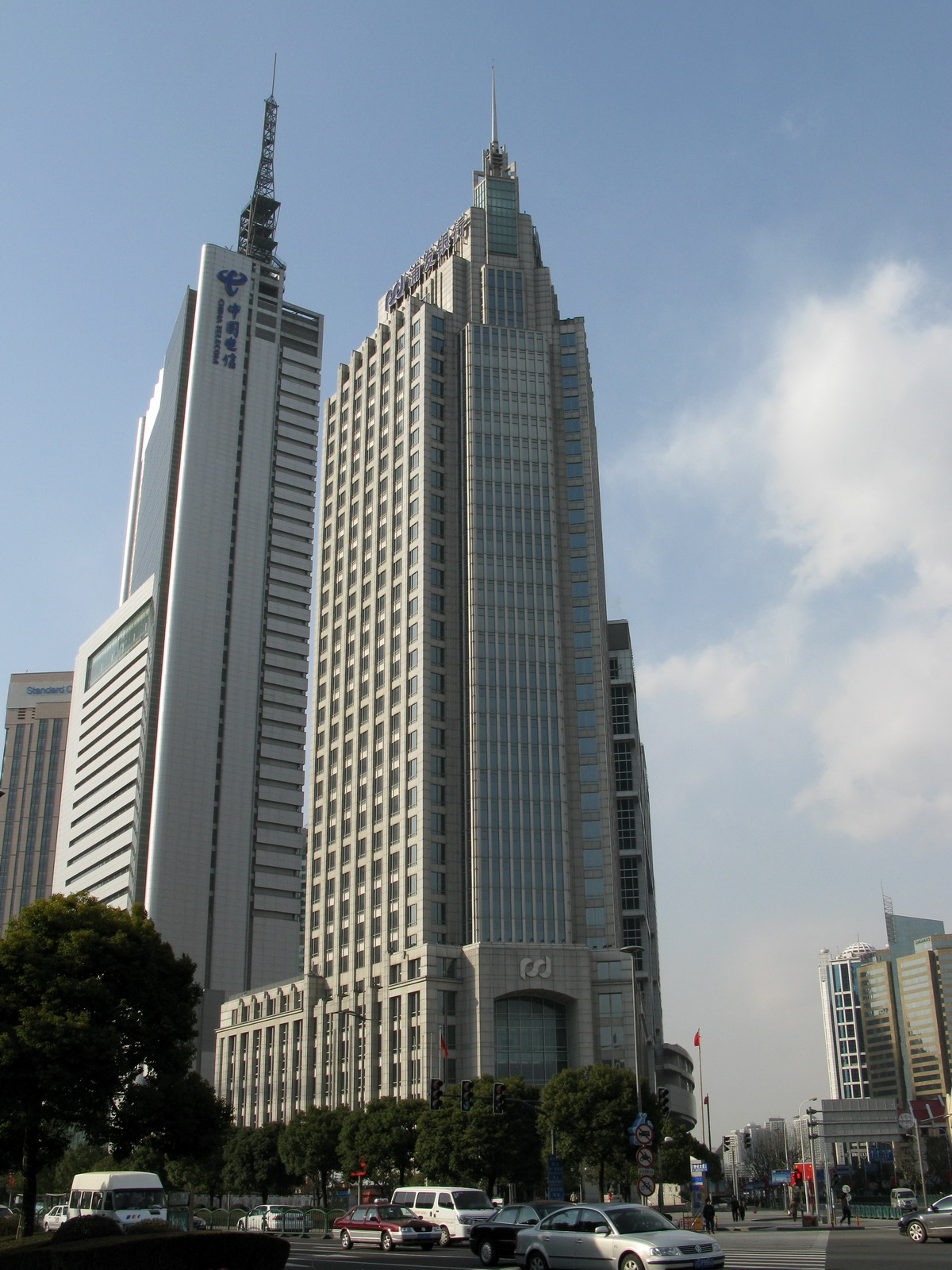
ساختمان مرکزی بانک توسعه شانگهای پودونگ

بانک توسعه شانگهای پودونگ (به چینی: 上海浦东发展银行) شرکت خدمات مالی و بانکداری چینی است، که در سال ۱۹۹۳ تأسیس شد و در حال حاضر مالک شبکه‌ای از ۳۲۸ شعبه بانکداری خرد در سراسر چین می‌باشد.
شعبه مرکزی این بانک در شهر شانگهای قرار دارد و بخشی از سهام آن در بازارهای بورس اوراق بهادار هنگ کنگ و بورس شانگهای معامله می‌شود. سیتی‌گروپ مالک ۲۴ درصد از سهام بانک توسعه شانگهای پودونگ می‌باشد.